# 世界華商獎學金
世界華商獎學金（World Chinese Entrepreneur Scholarship），是由第四屆世界華商大會加拿大創辦發展會所設立的一個獎項。由2008年開始每年的年頭都會在加拿大温哥華舉行一次頒獎典禮，頒獎給前一年的得獎者。

## 設立目的
第四屆世界華商大會加拿大創辦發展會是加拿大的一個華商團體，其成立目的是延續第四屆世界華商大會在2003年於温哥華舉行時的精神：促進加拿大與大中華地區及世界各地華人華商及各國友之間的經濟及商業活動。為各地華商牟利益。創發會的創始人及主席黄國裕認為，當各地華商享受成果之際也應該回饋社會，於是呼龥各華商或社會知名人士贊助一定的獎金去支持和鼓勵一些對社會有抱負、熱心公益或擁有傑出成就的年輕人。

## 獎項
世界華商獎學金的獎項有3類：
- 學業社區服務才能獎
- 傑出才藝獎
- 企業精神獎

## 得獎者名單

### 2007年
- 頒獎日期：2008年1月
- 得獎人共18人包括下列各人，排名不分先後：[1]

| 得獎者 | 得獎者簡介                                            | 獎項               | 獎學金金額               | 獎學金贊助人              |
| 鄧杰鴻 | 加籍華裔花樣滑冰加拿大國家隊運動員                    | 傑出才藝獎         | 1000元加幣               | 方學君                    |
| 梁美諾 | 加籍華裔花樣滑冰加拿大國家隊運動員                    | 傑出才藝獎         | - 500元加幣 - 2000元加幣 | - 宋燕華 - 章子惠、薜麗琼 |
| 李樹勳 | 西門菲沙大學中國學生學者聯誼會主席                    | 學業社區服務才能獎 | 1000元加幣               | 柯江忠                    |
| 温上霆 | - 台灣移民 - 曾被評為二十大加拿大20歲以下的傑出青年。 | 企業精神獎         | 1000元加幣               | 柯江忠                    |

### 2008年
- 頒獎日期：2009年1月
- 得獎人共多人包括下列各人，排名不分先後：

| 得獎者 | 得獎者簡介                         | 獎項       | 獎學金金額 | 獎學金贊助人 |
| 鄧杰鴻 | 加籍華裔花樣滑冰加拿大國家隊運動員 | 傑出才藝獎 | 3000元加幣 |              |
| 陳偉羣 | 加籍華裔花樣滑冰加拿大國家隊運動員 | 傑出才藝獎 | 3000元加幣 | 梁鉅祥       |

### 2009年
- 頒獎日期：2010年1月
- 得獎人共15人包括下列各人，排名不分先後：[2]

| 得獎者 | 得獎者簡介                         | 獎項               | 獎學金金額 | 獎學金贊助人 |
| 陳偉羣 | 加籍華裔花樣滑冰加拿大國家隊運動員 | 傑出才藝獎         | 3000元加幣 |              |
| 鄧杰鴻 | 加籍華裔花樣滑冰加拿大國家隊運動員 | 傑出才藝獎         | 3000元加幣 |              |
| 岑麗香 | 2009年温哥華華裔小姐冠軍           | 學業社區服務才能獎 | 1000元加幣 | 宋燕華       |

### 2010年
- 頒獎日期：2011年1月